# College of Justice

Royal Coat of Arms of the United Kingdom (Government in Scotland)

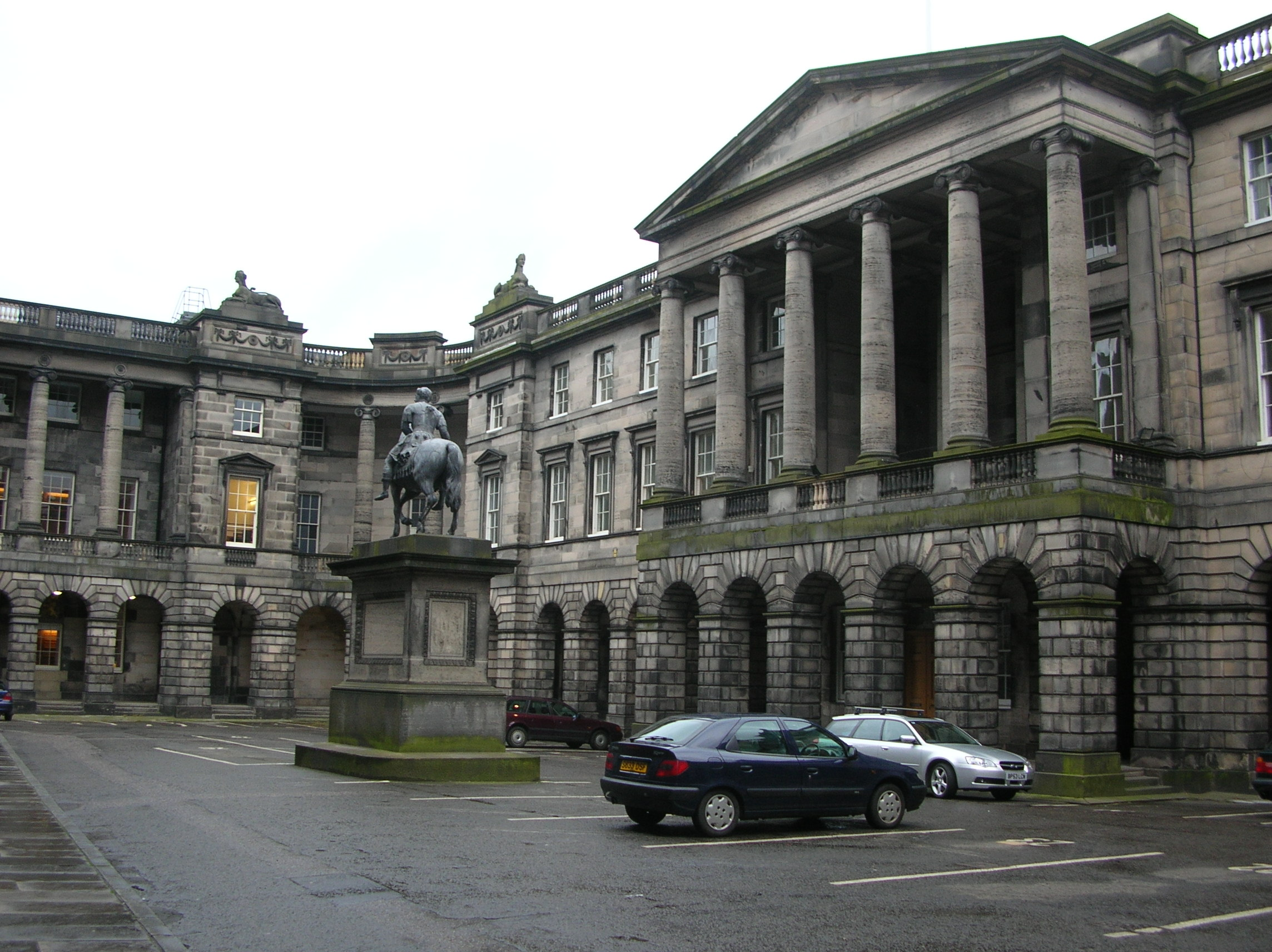
Parliament House in Edinburgh

Das College of Justice umfasst die Obersten Gerichte von Schottland. Die Organe der schottischen Obersten Gerichte sind der Court of Session (oberstes Zivilgericht), der High Court of Justiciary (oberstes Strafgericht), das Office of the Accountant of Court und der Auditor of the Court of Session. Der Sitz des College of Justice befindet sich im Parliament House in Edinburgh.

## Geschichte
Die Gründung des College of Justice und des Court of Session erfolgte 1532 unter dem schottischen König Jakob V. 1672 wurde zudem der High Court of Justiciary gegründet, der bis heute das höchste Strafgericht Schottlands ist. Die Eigenständigkeit des Rechtssystems blieb auch nach dem Act of Union 1707 erhalten, der in Art. 19 statuierte, der Court of Session und der High Court of Justiciary „do after the Union and notwithstanding thereof, remain in all time coming within Scotland.“
Senatoren des College of Justice haben Anspruch auf den Höflichkeitstitel Lord oder Lady zusammen mit einem Nachnamen oder einer territorialen Bezeichnung, auch wenn sie nicht selbst Peers sind.

## Aktuelle Situation
Vorsitzender ist der Lord President (Lord President of the Court of Session and Lord Justice General), seit 2015 Colin Sutherland, Lord Carloway. Er ist Schottlands oberster Richter und wird vertreten durch den Lord Justice Clerk, seit 2016 Leeona Dorrian, Lady Dorrian.
Die Berufung der Richter erfolgt durch den britischen Monarchen auf Empfehlung des schottischen First Ministers, der diese wiederum auf Basis von Empfehlungen des Judicial Appointments Board for Scotland abgibt. Die Richteramtszeit endet mit dem Ruhestandsalter von 75 Jahren.